# 周穆王攻群舒之战
周穆王攻群舒之战，是指周天子周穆王攻打群舒的戰爭。
群舒是东夷的部族，在今安徽省境内，对周朝时服时叛。为了征服群舒，周穆王征发九師部队，大军进攻，一直打到九江（今湖北省广济县、黄梅县）一带，架黿鼉以為梁。